# Olli Lehtovuori
Olli Lehtovuori, född 29 september 1932 i Kuopio, är en finländsk arkitekt.
Lehtovuori utexaminerades från Tekniska högskolan i Helsingfors 1960. Han praktiserade 1960–1963 hos Heikki och Kaija Sirén, varefter han 1964–1973 hade privatpraktik tillsammans med kollegorna Heikki Tegelman och Eero Väänänen; därtill tjänstgjorde han 1965–1972 som lärare vid Tekniska högskolans arkitektavdelning.
Lehtovuori har särskilt intresserat sig för och forskat i bostadsfrågor, småhusboende och utveckling av moderna versioner av frontmannahus. Han blev 1970 chef för Bostadsreformtävlingen och var 1973–1989 chef för småhus- och utvecklingsbyrån samt 1989–1992 överarkitekt vid Bostadsstyrelsen och 1992–1996 byggnadsråd vid miljöministeriet. Han tog initiativet till landsomfattande bostadshälsosymposier 1985 och 1996 samt ansvarade för reformen av bostadsnormerna vid miljöministeriet 1992–1994. På hans initiativ har Helsingfors stad planerat ett modernt, tätt och lågt bostadsområde "Lehtovuori" i Kånala.
Lehtovuori finns publicerad med bland annat Hyvin suunniteltu pientalo (1984) och Suomalaisen asuntoarkkitehtuurin tarina - The story of Finnish housing architecture (1999).